# Ectomychus sakaii
Ectomychus sakaii es una especie de coleóptero de la familia Endomychidae.

## Distribución geográfica
Habita en Japón.